# Dutý vlnovod

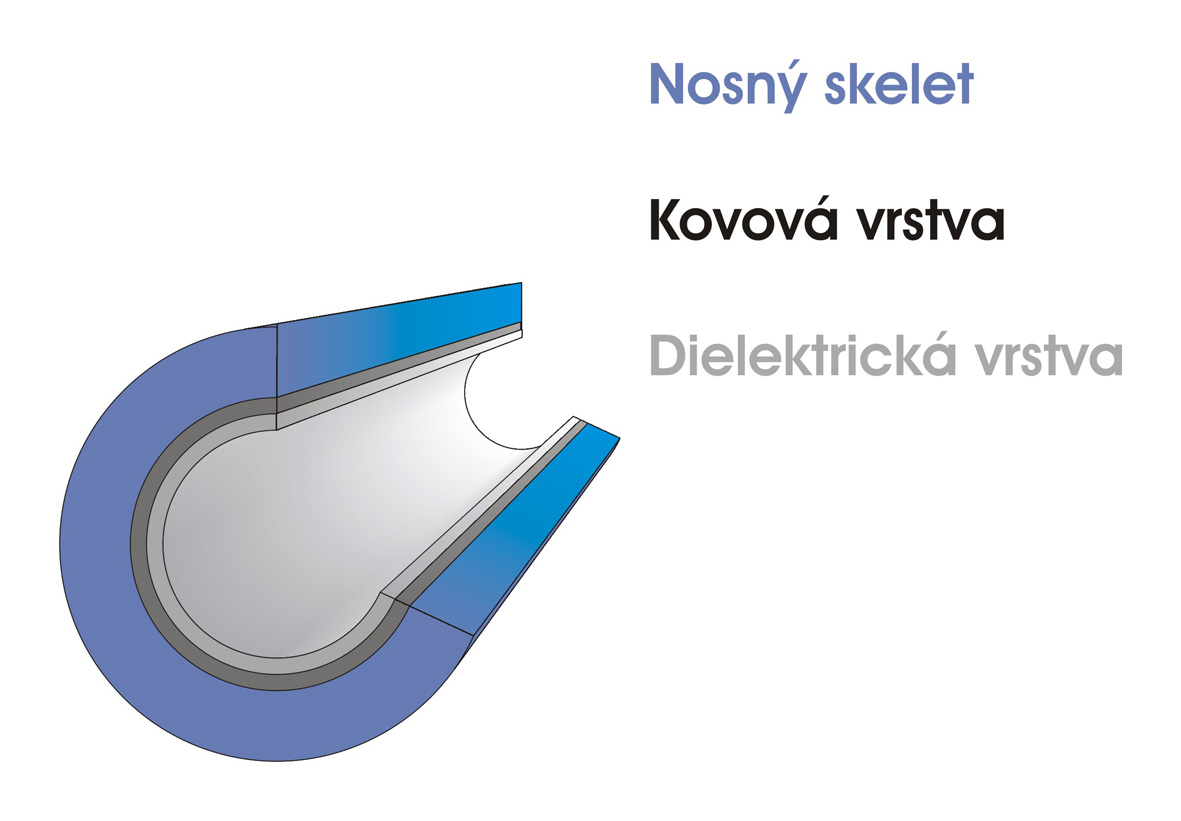
Schéma struktury dutého vlnovodu

Pro přenos dat infračerveným světlem se obecně používá dvou typů přenosových systémů. Jedním je artikulační rameno – kloubová soustava zrcadel a hranolů.
Druhým typem jsou pak vlákna nebo vlnovody. Běžná skleněná a krystalická vlákna jsou limitována hodnotou útlumu přenosu laserového záření. Při přenosu infračerveného laserového záření vykazují velký útlum, který je způsobený absorpcí záření na OH vazbách. Dalšími limitujícími faktory jsou toxicita,[ujasnit] nízké prahy
poškození, vysoká hydroskopičnost a křehkost. 
V letech 2008 byl učiněn výrazný pokrok ve vývoji dutých vlnovodů, jež jsou schopny přenášet záření o vlnové délce až 20 μm s minimálním útlumem. Nosný skelet těchto vlnovodů tvoří kapilára z taveného křemenného skla, na jejíž vnitřní stěnu je nanesena reflexní vrstva stříbra, která je dále pokryta dielektrickým povlakem (např. COP "cyclic olefin polymer" nebo "fluorocarbon polymer").